# Michel Faraon
Michel Pierre Faraon, arab.: ميشال فرعون (ur. 1 lipca 1959 r. w Bejrucie) – libański polityk i przedsiębiorca, katolik obrządku melchickiego, wielokrotny deputowany libańskiego parlamentu, związany ze Strumieniem Przyszłości, kilka razy był sekretarzem stanu ds. spraw parlamentarnych. Jest synem Pierre'a Faraona, byłego ministra środowiska oraz krewnym Henriego Faraona, byłego ministra spraw zagranicznych.